# Medlemmer af den 11. Saeima
Medlemmerne af den 11. Saeima er medtaget på nedenstående liste over indvalgte medlemmer af det lettiske parlament Saeimas 11. samling.

## Medlemmer af den 11. Saeima
| Navn                      | Fraktion / Parti           | Aktiv                    | Embede |
| ------------------------- | -------------------------- | ------------------------ | ------ |
| Dzintars Ābiķis           | Vienotība                  | 17. oktober 2011 — i dag |        |
| Solvita Āboltiņa          | Vienotība                  | 17. oktober 2011 — i dag |        |
| Jānis Ādamsons            | Saskaņas Centrs            | 17. oktober 2011 — i dag |        |
| Valērijs Agešins          | Saskaņas Centrs            | 17. oktober 2011 — i dag |        |
| Arvils Ašeradens          | Vienotība                  | 3. november 2011 — i dag |        |
| Uldis Augulis             | Zaļo un Zemnieku savienība | 17. oktober 2011 — i dag |        |
| Aija Barča                | Zaļo un Zemnieku savienība | 17. oktober 2011 — i dag |        |
| Andris Bērziņš            | Zaļo un Zemnieku savienība | 17. oktober 2011 — i dag |        |
| Guntars Bilsēns           | Zatlera Reformu partija    | 17. oktober 2011 — i dag |        |
| Inita Bišofa              | Zatlera Reformu partija    | 17. oktober 2011 — i dag |        |
| Inga Bite                 | Zatlera Reformu partija    | 17. oktober 2011 — i dag |        |
| Raivis Blumfelds          | Nacionālā apvienība        | 3. november 2011 — i dag |        |
| Augusts Brigmanis         | Zaļo un Zemnieku savienība | 17. oktober 2011 — i dag |        |
| Andris Buiķis             | Vienotība                  | 17. oktober 2011 — i dag |        |
| Boriss Cilevičs           | Saskaņas Centrs            | 17. oktober 2011 — i dag |        |
| Einārs Cilinskis          | Nacionālā apvienība        | 17. oktober 2011 — i dag |        |
| Irina Cvetkova            | Saskaņas Centrs            | 17. oktober 2011 — i dag |        |
| Ingmārs Čaklais           | Vienotība                  | 3. november 2011 — i dag |        |
| Ilma Čepāne               | Vienotība                  | 17. oktober 2011 — i dag |        |
| Lolita Čigāne             | Vienotība                  | 3. november 2011 — i dag |        |
| Edmunds Demiters          | Zatlera Reformu partija    | 17. oktober 2011 — i dag |        |
| Sergejs Dolgopolovs       | Saskaņas Centrs            | 17. oktober 2011 — i dag |        |
| Jānis Dombrava            | Nacionālā apvienība        | 17. oktober 2011 — i dag |        |
| Vjačeslavs Dombrovskis    | Zatlera Reformu partija    | 17. oktober 2011 — i dag |        |
| Ina Druviete              | Vienotība                  | 17. oktober 2011 — i dag |        |
| Jānis Dūklavs             | Zaļo un Zemnieku savienība | 17. oktober 2011 — i dag |        |
| Raivis Dzintars           | Nacionālā apvienība        | 17. oktober 2011 — i dag |        |
| Rihards Eigims            | Zaļo un Zemnieku savienība | 17. oktober 2011 — i dag |        |
| Andrejs Elksniņš          | Saskaņas Centrs            | 17. oktober 2011 — i dag |        |
| Kārlis Eņģelis            | Zatlera Reformu partija    | 17. oktober 2011 — i dag |        |
| Iveta Grigule             | Zaļo un Zemnieku savienība | 17. oktober 2011 — i dag |        |
| Gunārs Igaunis            | Zatlera Reformu partija    | 17. oktober 2011 — i dag |        |
| Marjana Ivanova-Jevsejeva | Saskaņas Centrs            | 17. oktober 2011 — i dag |        |
| Aleksandrs Jakimovs       | Saskaņas Centrs            | 17. oktober 2011 — i dag |        |
| Viktors Jakovļevs         | Saskaņas Centrs            | 17. oktober 2011 — i dag |        |
| Andrejs Judins            | Vienotība                  | 17. oktober 2011 — i dag |        |
| Jānis Junkurs             | Uden                       | 17. oktober 2011 — i dag |        |
| Ilona Jurševska           | Zaļo un Zemnieku savienība | 3. november 2011 — i dag |        |
| Nikolajs Kabanovs         | Saskaņas Centrs            | 17. oktober 2011 — i dag |        |
| Zanda Kalniņa-Lukaševica  | Zatlera Reformu partija    | 17. oktober 2011 — i dag |        |
| Ojārs Ēriks Kalniņš       | Vienotība                  | 17. oktober 2011 — i dag |        |
| Rasma Kārkliņa            | Vienotība                  | 3. november 2011 — i dag |        |
| Daina Kazāka              | Zatlera Reformu partija    | 3. november 2011 — i dag |        |
| Jānis Klaužs              | Zaļo un Zemnieku savienība | 17. oktober 2011 — i dag |        |
| Andrejs Klementjevs       | Saskaņas Centrs            | 17. oktober 2011 — i dag |        |
| Ivans Klementjevs         | Saskaņas Centrs            | 17. oktober 2011 — i dag |        |
| Kārlis Krēsliņš           | Nacionālā apvienība        | 17. oktober 2011 — i dag |        |
| Dzintars Kudums           | Nacionālā apvienība        | 17. oktober 2011 — i dag |        |
| Janīna Kursīte-Pakule     | Vienotība                  | 17. oktober 2011 — i dag |        |
| Jānis Lāčplēsis           | Vienotība                  | 17. oktober 2011 — i dag |        |
| Inese Laizāne             | Nacionālā apvienība        | 17. oktober 2011 — i dag |        |
| Ainars Latkovskis         | Vienotība                  | 17. oktober 2011 — i dag |        |
| Ilmārs Latkovskis         | Nacionālā apvienība        | 17. oktober 2011 — i dag |        |
| Jeļena Lazareva           | Saskaņas Centrs            | 17. oktober 2011 — i dag |        |
| Atis Lejiņš               | Vienotība                  | 17. oktober 2011 — i dag |        |
| Inese Lībiņa-Egnere       | Zatlera Reformu partija    | 17. oktober 2011 — i dag |        |
| Ingmārs Līdaka            | Zaļo un Zemnieku savienība | 17. oktober 2011 — i dag |        |
| Valdis Liepiņš            | Zatlera Reformu partija    | 17. oktober 2011 — i dag |        |
| Aleksejs Loskutovs        | Vienotība                  | 17. oktober 2011 — i dag |        |
| Igors Meļņikovs           | Saskaņas Centrs            | 17. oktober 2011 — i dag |        |
| Sergejs Mirskis           | Saskaņas Centrs            | 17. oktober 2011 — i dag |        |
| Ināra Mūrniece            | Nacionālā apvienība        | 17. oktober 2011 — i dag |        |
| Romāns Naudiņš            | Nacionālā apvienība        | 17. oktober 2011 — i dag |        |
| Vladimirs Nikonovs        | Saskaņas Centrs            | 17. oktober 2011 — i dag |        |
| Ņikita Ņikiforovs         | Saskaņas Centrs            | 17. oktober 2011 — i dag |        |
| Klāvs Olšteins            | Uden                       | 17. oktober 2011 — i dag |        |
| Vitālijs Orlovs           | Saskaņas Centrs            | 17. oktober 2011 — i dag |        |
| Jānis Ozoliņš             | Zatlera Reformu partija    | 17. oktober 2011 — i dag |        |
| Imants Parādnieks         | Nacionālā apvienība        | 17. oktober 2011 — i dag |        |
| Igors Pimenovs            | Saskaņas Centrs            | 17. oktober 2011 — i dag |        |
| Vineta Poriņa             | Nacionālā apvienība        | 17. oktober 2011 — i dag |        |
| Sergejs Potapkins         | Saskaņas Centrs            | 17. oktober 2011 — i dag |        |
| Dzintars Rasnačs          | Nacionālā apvienība        | 17. oktober 2011 — i dag |        |
| Romualds Ražuks           | Zatlera Reformu partija    | 17. oktober 2011 — i dag |        |
| Jānis Reirs               | Vienotība                  | 17. oktober 2011 — i dag |        |
| Vladimirs Reskājs         | Saskaņas Centrs            | 17. oktober 2011 — i dag |        |
| Ivans Ribakovs            | Saskaņas Centrs            | 17. oktober 2011 — i dag |        |
| Inguna Rībena             | Vienotība                  | 17. oktober 2011 — i dag |        |
| Dmitrijs Rodionovs        | Saskaņas Centrs            | 17. oktober 2011 — i dag |        |
| Artūrs Rubiks             | Saskaņas Centrs            | 17. oktober 2011 — i dag |        |
| Raimonds Rubiks           | Saskaņas Centrs            | 17. oktober 2011 — i dag |        |
| Gunārs Rusiņš             | Uden                       | 17. oktober 2011 — i dag |        |
| Aleksandrs Sakovskis      | Saskaņas Centrs            | 17. oktober 2011 — i dag |        |
| Kārlis Seržants           | Zaļo un Zemnieku savienība | 17. oktober 2011 — i dag |        |
| Elīna Siliņa              | Uden                       | 17. oktober 2011 — i dag |        |
| Edvards Smiltēns          | Vienotība                  | 17. oktober 2011 — i dag |        |
| Dāvis Stalts              | Nacionālā apvienība        | 17. oktober 2011 — i dag |        |
| Jānis Tutins              | Saskaņas Centrs            | 17. oktober 2011 — i dag |        |
| Jānis Upenieks            | Uden                       | 17. oktober 2011 — i dag |        |
| Jānis Urbanovičs          | Saskaņas Centrs            | 17. oktober 2011 — i dag |        |
| Viktors Valainis          | Uden                       | 17. oktober 2011 — i dag |        |
| Inga Vanaga               | Zatlera Reformu partija    | 17. oktober 2011 — i dag |        |
| Raimonds Vējonis          | Zaļo un Zemnieku savienība | 17. oktober 2011 — i dag |        |
| Juris Viļums              | Zatlera Reformu partija    | 17. oktober 2011 — i dag |        |
| Jānis Vucāns              | Zaļo un Zemnieku savienība | 17. oktober 2011 — i dag |        |
| Dzintars Zaķis            | Vienotība                  | 17. oktober 2011 — i dag |        |
| Ivars Zariņš              | Saskaņas Centrs            | 17. oktober 2011 — i dag |        |
| Valdis Zatlers            | Zatlera Reformu partija    | 17. oktober 2011 — i dag |        |
| Mihails Zemļinskis        | Saskaņas Centrs            | 17. oktober 2011 — i dag |        |
| Igors Zujevs              | Saskaņas Centrs            | 17. oktober 2011 — i dag |        |